# Miss Egitto

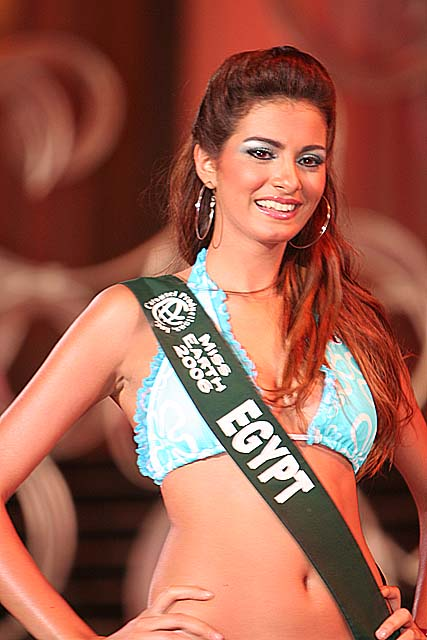
Meriam George, Miss Mondo Universo 2006.

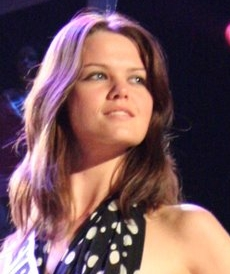
Ehsan Hatem, Miss Mondo Universo 2007.

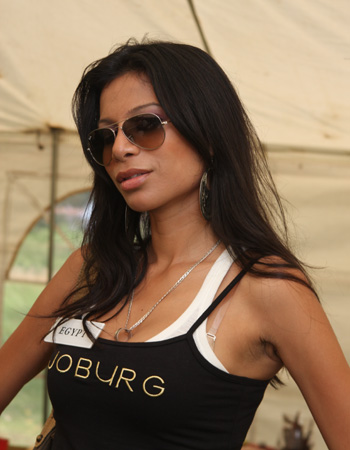
Sanna Hamed, Miss Mondo Universo 2008.

Miss Egitto (انتخاب ملكة جمال مصر) è un concorso di bellezza femminile egiziano. Il titolo di Miss Egitto può riferirsi ad una donna egiziana che partecipa a Miss Universo, Miss Mondo, Miss International e Miss Terra. Organizzatrice del concorso è l'azienda Pantene.
L'Egitto boicottò il concorso di Miss Mondo, che si teneva a Londra, nel 1956 e vi partecipò discontinuamente sino al 1987. Il boicottaggio doveva servire ad interrompere tutte le relazioni con il Regno Unito, dato che nel 1956 l'esercito britannico aveva invaso il canale di Suez in Egitto.

## Albo d'oro

### Miss Mondo Egitto
Il seguente è un elenco delle vincitrici dal 1952 al 2016.
| Anno | Vincitrice                                     |
| ---- | ---------------------------------------------- |
| 1952 | Marina Papaelia                                |
| 1953 | Antigone Costanda (Vincitrice Miss Mondo 1954) |
| 1954 | Dalida                                         |
| 1955 | Gladys Leopardi                                |
| 1956 | Norma Dugo                                     |
| 1988 | Dina El Nager                                  |
| 1990 | Dalia El Behery                                |
| 1996 | Amale Chawky Soliman                           |
| 2004 | Heba El Sisy                                   |
| 2005 | Meriam George                                  |
| 2006 | Fawzia Mohamed                                 |
| 2007 | Ehsan Hatem El Kirdany                         |
| 2008 | Sanna Hamed                                    |
| 2009 | Samah El Shalaby                               |
| 2010 | Sarah El Khouly                                |
| 2014 | Lara Debbana                                   |
| 2016 | Nadeen Osama El Sayed                          |

### Miss Universo Egitto
Il seguente è un elenco delle vincitrici dal 1987 al 2014.
| Anno | Vincitrice             |
| ---- | ---------------------- |
| 1987 | Hoda Aboud             |
| 1988 | Amina Sami             |
| 1989 | Sally Attah            |
| 1990 | Dalia El Behery        |
| 1993 | Lamia El Noshy         |
| 1994 | Ghada El Salem         |
| 1995 | Sherihan Adel          |
| 1996 | Amale Chawky Soliman   |
| 1997 | Ayman Abdilla Thakeb   |
| 1998 | Karine Fahmy           |
| 1999 | Angie Abdilla          |
| 2000 | Ranea El Sayed         |
| 2001 | Sarah Chanine          |
| 2002 | Sally Shaheen          |
| 2003 | Nour El Samary         |
| 2004 | Heba El Sisy           |
| 2005 | Meriam George          |
| 2006 | Fawzia Mohamed         |
| 2007 | Ehsan Hatem El Kirdany |
| 2008 | Yara Naoum             |
| 2009 | Elham Wajdi Fadel      |
| 2010 | Donya Hamed            |
| 2011 | Sarah El Khouly        |
| 2014 | Lara Debbana           |